# Heinrich Leopold Wagner
Heinrich Leopold Wagner (ur. 19 lutego 1747 w Strasburgu, zm. 4 marca 1779 we Frankfurcie nad Menem) – pisarz niemiecki z okresu „burzy i naporu”. Napisał zwłaszcza tragedię Kindermörderin (1776, nowe wyd. 1883, śmiały naturalizm i humanitarna tendencja), nadto m.in. satyrę Prometheus, Deukalion u. seine Rezensenten (1775, przeciw krytykom Werthera), powieść Leben u. Tod Seb. Silligs (1776). Wydanie zbiorowe ukazało się w 1923 w 5 tomach.